# Wijken en buurten in Middelburg
De Nederlandse gemeente Middelburg is voor statistische doeleinden onderverdeeld in wijken en buurten. De gemeente is verdeeld in de volgende statistische wijken:
- Wijk 00 Middelburg-Centrum (CBS-wijkcode:068700)
- Wijk 01 Middelburg-Noord (CBS-wijkcode:068701)
- Wijk 02 Middelburg-Zuidwest (CBS-wijkcode:068702)
- Wijk 03 Middelburg-Zuidoost (CBS-wijkcode:068703)
- Wijk 04 Nieuw- en Sint Joosland (CBS-wijkcode:068704)
- Wijk 05 Arnemuiden (CBS-wijkcode:068705)

Een statistische wijk kan bestaan uit meerdere buurten. Onderstaande tabel geeft de buurtindeling met kentallen volgens het Centraal Bureau voor de Statistiek (2008):
| CBS-buurtcode | Buurtnaam                                 | Inwonertal | Opp. totaal (ha) | Opp. land (ha) | Ligging                |
| ------------- | ----------------------------------------- | ---------- | ---------------- | -------------- | ---------------------- |
| BU06870000    | Binnenstad                                | 6710       | 142              | 123            | Locatie in de gemeente |
| BU06870100    | Griffioen                                 | 2880       | 130              | 128            | Locatie in de gemeente |
| BU06870101    | Klarenbeek                                | 3220       | 84               | 82             | Locatie in de gemeente |
| BU06870102    | Nieuw Middelburg                          | 1790       | 37               | 35             | Locatie in de gemeente |
| BU06870103    | Brigdamme                                 | 580        | 77               | 77             | Locatie in de gemeente |
| BU06870104    | Sint Laurens                              | 1000       | 167              | 167            | Locatie in de gemeente |
| BU06870105    | Ramsburg                                  | 70         | 59               | 53             | Locatie in de gemeente |
| BU06870106    | Veersepoort                               | 2000       | 112              | 110            | Locatie in de gemeente |
| BU06870107    | Verspreide huizen in het Noorden          | 10         | 160              | 160            | Locatie in de gemeente |
| BU06870108    | Verspreide huizen in het Noordwesten      | 50         | 197              | 196            | Locatie in de gemeente |
| BU06870109    | Verspreide huizen in het Noordoosten      | 50         | 254              | 246            | Locatie in de gemeente |
| BU06870200    | Stromenwijk - 't Zand                     | 6840       | 196              | 186            | Locatie in de gemeente |
| BU06870209    | Verspreide huizen in het Zuidwesten       | 310        | 181              | 176            | Locatie in de gemeente |
| BU06870300    | Middelburg-Zuid                           | 7570       | 196              | 190            | Locatie in de gemeente |
| BU06870301    | Dauwendaele                               | 6480       | 136              | 132            | Locatie in de gemeente |
| BU06870302    | Arnestein                                 | 70         | 240              | 224            | Locatie in de gemeente |
| BU06870309    | Mortiere                                  | 980        | 215              | 214            | Locatie in de gemeente |
| BU06870400    | Nieuw- en Sint Joosland                   | 1090       | 50               | 50             | Locatie in de gemeente |
| BU06870409    | Verspreide huizen Nieuw- en Sint Joosland | 220        | 803              | 800            | Locatie in de gemeente |
| BU06870500    | Arnemuiden                                | 5130       | 116              | 114            | Locatie in de gemeente |
| BU06870501    | Kleverskerke                              | 70         | 7                | 7              | Locatie in de gemeente |
| BU06870502    | Oranjeplaat                               | 60         | 25               | 19             | Locatie in de gemeente |
| BU06870503    | Veerse Meer                               | 0          | 5                | 5              | Locatie in de gemeente |
| BU06870509    | Verspreide huizen Arnemuiden              | 150        | 1391             | 1362           | Locatie in de gemeente |